# Trinomial Triangle
Das Trinomial Triangle (englisch, etwa Trinomiales Dreieck) ist eine Abwandlung zum Pascalschen Dreieck. Der Unterschied besteht darin, dass ein Eintrag die Summe der drei (statt wie im originalen Pascalschen Dreieck der zwei) darüberstehenden Einträge ist. Bisher hat sich wegen der geringen mathematischen Relevanz kein allgemein anerkannter deutscher Begriff durchsetzen können; ein Beispiel für einen praktisch verwendeten Begriff ist „Pascalsches 3-arithmetisches Dreieck“.
{\displaystyle {\begin{matrix}&&&&1\\&&&1&1&1\\&&1&2&3&2&1\\&1&3&6&7&6&3&1\\1&4&10&16&19&16&10&4&1\end{matrix}}}
Für den {\displaystyle k}-ten Eintrag in der {\displaystyle n}-ten Zeile hat sich die Bezeichnung
{\displaystyle {n \choose k}_{2}}
etabliert. Die Zeilen werden dabei mit {\displaystyle n=0} beginnend gezählt, die Einträge in der {\displaystyle n}-ten Zeile mit {\displaystyle k=-n} beginnend bis {\displaystyle k=n}. Der mittlere Eintrag hat also Index {\displaystyle k=0}, und die Symmetrie wird durch die Formel
{\displaystyle {n \choose k}_{2}={n \choose -k}_{2}}
ausgedrückt.

## Eigenschaften
Die {\displaystyle n}-te Zeile entspricht den Koeffizienten der Polynomentwicklung der {\displaystyle n}-ten Potenz von {\displaystyle 1+x+x^{2}}, also eines speziellen Trinoms:
{\displaystyle \left(1+x+x^{2}\right)^{n}=\sum _{j=0}^{2n}{n \choose j-n}_{2}x^{j}=\sum _{k=-n}^{n}{n \choose k}_{2}x^{n+k}}
oder symmetrisch
{\displaystyle \left(1+x+1/x\right)^{n}=\sum _{k=-n}^{n}{n \choose k}_{2}x^{k}}.
Daraus ergibt sich auch die Bezeichnung Trinomialkoeffizienten und die Beziehung zu den Multinomialkoeffizienten:
{\displaystyle {n \choose k}_{2}=\sum _{\textstyle {0\leq \mu ,\nu \leq n \atop \mu +2\nu =n+k}}{\frac {n!}{\mu !\,\nu !\,(n-\mu -\nu )!}}.}
Des Weiteren sind interessante Folgen in den Diagonalen enthalten, etwa die Dreieckszahlen.
Die Summe der Elemente der {\displaystyle n}-ten Zeile ist {\displaystyle \sum _{k=-n}^{n}{n \choose k}_{2}=3^{n}}.
Die alternierende Summe jeder Zeile ergibt Eins: {\displaystyle \sum _{k=-n}^{n}(-1)^{n+k}{n \choose k}_{2}=1}.
Formal folgen beide Formeln aus der ersten Formel für x=1 und x=-1.

## Rekursionsformel
Die Trinomialkoeffizienten lassen sich mit folgender Rekursionsformel berechnen:
{\displaystyle {0 \choose 0}_{2}=1},
{\displaystyle {n+1 \choose k}_{2}={n \choose k-1}_{2}+{n \choose k}_{2}+{n \choose k+1}_{2}} für {\displaystyle n\geq 0},
wobei {\displaystyle {n \choose k}_{2}=0} für {\displaystyle \ k<-n} und {\displaystyle \ k>n} zu setzen ist.

## Die mittleren Einträge
Die Folge der mittleren Einträge (Folge A002426 in OEIS)
1, 1, 3, 7, 19, 51, 141, 393, 1107, 3139, …
wurde bereits von Euler untersucht: Sie ist explizit gegeben durch
{\displaystyle {n \choose 0}_{2}=\sum _{k=0}^{[n/2]}{\frac {n(n-1)\cdots (n-2k+1)}{(k!)^{2}}}=\sum _{k=0}^{[n/2]}{n \choose 2k}{2k \choose k}.}
Die zugehörige erzeugende Funktion ist
{\displaystyle 1+x+3x^{2}+7x^{3}+19x^{4}+\ldots ={\frac {1}{\sqrt {(1+x)(1-3x)}}}.}
Euler bemerkte auch das exemplum memorabile inductionis fallacis (bemerkenswertes Beispiel trügerischer Induktion):
{\displaystyle 3{n+1 \choose 0}_{2}-{n+2 \choose 0}_{2}=f_{n}(f_{n}+1)} für {\displaystyle 0\leq n\leq 7}
mit der Fibonacci-Folge {\displaystyle (f_{n})}. Für größere {\displaystyle n} ist die Beziehung jedoch falsch. George Andrews erklärte dies durch die allgemeingültige Identität.
{\displaystyle 2\sum _{k\in \mathbb {Z} }\left[{n+1 \choose 10k}_{2}-{n+1 \choose 10k+1}_{2}\right]=f_{n}(f_{n}+1).}
{\displaystyle {n \choose k-n}_{2}=\sum _{p=\max(0,k-n)}^{\min(n,[k/2])}{n \choose p}{n-p \choose k-2p}}.

## Bedeutung in der Kombinatorik

### Kartenspiele
In der Kombinatorik gibt der Koeffizient von {\displaystyle x^{k}} in der Polynomentwicklung von {\displaystyle \left(1+x+x^{2}\right)^{n}} an, wie viele verschiedene Möglichkeiten es gibt, um ungeordnet {\displaystyle k} Karten aus einem Paket von zwei identischen Kartenspielen je {\displaystyle n} unterschiedlicher Karten auszuwählen. Hat man beispielsweise zwei Kartenspiele mit den Karten A,B,C, so sieht das folgendermaßen aus:
| Anzahl gewählte Karten | Anzahl Möglichkeiten | Möglichkeiten                      |
| ---------------------- | -------------------- | ---------------------------------- |
| 0                      | 1                    |                                    |
| 1                      | 3                    | A, B, C                            |
| 2                      | 6                    | AA, AB, AC, BB, BC, CC             |
| 3                      | 7                    | AAB, AAC, ABB, ABC, ACC, BBC, BCC  |
| 4                      | 6                    | AABB, AABC, AACC, ABBC, ABCC, BBCC |
| 5                      | 3                    | AABBC, AABCC, ABBCC                |
| 6                      | 1                    | AABBCC                             |

Insbesondere ergibt sich daraus {\displaystyle {24 \choose 12-24}_{2}={24 \choose -12}_{2}={24 \choose 12}_{2}=287.134.346} (also gut 287 Millionen) für die Anzahl der unterschiedlichen Hände im Doppelkopf.
Alternativ lässt sich die Zahl dieser Möglichkeit auch berechnen, indem man über die Anzahl {\displaystyle p} der Pärchen in der Hand aufsummiert; dafür gibt es {\displaystyle {n \choose p}} Möglichkeiten und für die verbleibenden {\displaystyle k-2p} Karten gibt es {\displaystyle {n-p \choose k-2p}} Möglichkeiten, sodass sich daraus folgende Beziehung zu den Binomialkoeffizienten ergibt:
{\displaystyle {n \choose k-n}_{2}=\sum _{p=\max(0,k-n)}^{\min(n,[k/2])}{n \choose p}{n-p \choose k-2p}}.
Beispielsweise gilt
6={\displaystyle {3 \choose 2-3}_{2}={3 \choose 0}{3 \choose 2}+{3 \choose 1}{2 \choose 0}=1\cdot 3+3\cdot 1}.
In obigem Beispiel entspricht das dann für die Auswahl von 2 Karten den 3 Möglichkeiten mit 0 Pärchen (AB, AC, BC) sowie den 3 Möglichkeiten mit einem Pärchen (AA, BB, CC).

### Schachmathematik

Anzahl der Möglichkeiten, ein Feld mit der minimalen Zahl von Zügen zu erreichen

{\displaystyle {n \choose k}_{2}} entspricht auch der Zahl der möglichen Pfade eines Schachkönigs, um in minimaler Zahl von Zügen ein Feld des Schachbretts zu erreichen, das von seinem aktuellen Aufenthaltsort {\displaystyle (n,k)} Felder entfernt ist.
Dies gilt nur unter der Bedingung, dass die möglichen Pfade nicht durch den Brettrand eingeschränkt sind.